# Ringsæl
Ringsæl (Pusa hispida) lever i de arktiske egne (herunder Grønlands kyster), i Østersøen, i russiske og finske ferskvandssøer samt ved den japanske stillehavskyst.
Ringsælen kan veje op til 100 kilogram og er dermed den mindste af de arktiske sæler. Den kan blive 120-190 centimeter lang. Pelsen har brunlige eller grålige nuancer, og den ligner dermed den spættede sæl. Den kan genkendes på små mørke pletter på ryggen, der omkranses af en lys ring.
Fødevalget består af fisk, krebsdyr og blæksprutter. Under jagten kan ringsælen dykke ned til 90 meter for at fange sit bytte.
Ringsælen kan blive op til cirka 40 år gammel. Den bliver kønsmoden ved sit 5-6 leveår, hvor hunsælen føder en unge i perioden marts – april. Ungen fødes i en snehule ovenpå isen. Ungen er ved fødslen og indtil den får sin vandskyende pels efter 14 dage hvid og uldhåret. Ungen overlades til sig selv, når den bliver to måneder gammel. Kun i parringstiden er han- og hunsælerne sammen.
Isbjørnen er ringsælens største fjende, men også polarræv og spækhugger spiser ringsæler. Isbjørnen fanger som oftest sælen ved dennes åndehul eller i dens sælhi under sneen. Ringsælen er i stand til at holde sit åndehul åbent selv når isen er to meter tyk. Dette gør sælen ved at bruge sin snude og kløerne på forlufferne til med jævne mellemrum at gennembryde åbningen.
Mennesket anvender ringsælens kød til føde, og skindet anvendes til tøj og støvler.